# Las Nieves (parroquia)
Las Nieves (oficialmente Santa María das Neves) es una parroquia española del municipio de Las Nieves, perteneciente a la provincia de Pontevedra, en la comunidad autónoma de Galicia. En 2022, tenía empadronados 630 habitantes.

## Toponimia
El lugar puede aparecer referido como «Las Nieves», «As Neves» y «Santa María das Neves».